# OK Liga Plata 2021-22
La OK Liga Plata 2020-21 es la 53.ª edición del torneo de segundo nivel del campeonato español de hockey sobre patines. Está organizada por la Real Federación Española de Patinaje.

### Sistema competición
Dos grupos de 12 equipos. Liga regular
La OK Liga Plata constará de dos grupos. Grupo A (Norte) y Grupo B (Sur). Cada Grupo constará de 12 equipos. Cada Grupo jugará una liga regular todos contra todos a doble vuelta.
Composición de los grupos:
Grupo A (Norte)
El grupo A estará compuesto por los equipo con derecho a participar en la categoría pertenecientes a:
Federación Gallega de Patinaje, Federación de Patinaje del Principado de Asturias, Federación Cántabra de Patinaje, Federación Vasca de Patinaje, Federación Navarra de Patinaje, Federación de Patinaje de Castilla y León, Federación Aragonesa de Patinaje más equipos de la Federación Catalana de Patinaje hasta completar las 12 plazas que ha de tener el Grupo (*).
Grupo B (Sur).
El grupo B estará compuesto por los equipo con derecho a participar en la categoría pertenecientes a:
Federación Madrileña de Patinaje, Federación Andaluza de Patinaje, Federación Extremeña de Patinaje, Federación de Patinaje de la Comunidad Valenciana más equipos de la Federación Catalana de Patinaje hasta completar las 12 plazas que hade tener el Grupo (*).
Ascensos a OK Liga
Los primeros clasificados de cada grupo al finalizar la competición ascenderán directamente a OK Liga.
Los segundos clasificados de cada grupo al finalizar la competición jugarán una eliminatoria entre ellos a doble partido. El vencedor de esta eliminatoria ascenderá a OK liga. (Se sorteará el orden de los partidos. El primer equipo extraído del bombo jugará el primer partido como equipo “local”). En el caso de que al final del tiempo reglamentario del segundo de los partidos existiera un empate en el cómputo de goles a favor se desempataría la eliminatoria tal y como figura en las Reglas de Juego. (Prórroga más lanzamientos de penaltis).
.Descenso a categoría Autonómica OK Liga Bronce.
Descenderán a Liga Autonómica los dos últimos equipos clasificados de cada GRUPO (A y B) al finalizar la competición.
Ascenderán a OK Liga Plata Tres equipos procedentes de la OK Liga Bronce y Un equipo propuesto por la Federación Catalana de Patinaje.
(*) La adscripción de los Clubes procedentes de la Federación Catalana de Patinaje a cada uno de los grupos se hará mediante sorteo

## Equipos participantes
| Grupo Norte                       | Grupo Norte          |  | Grupo Sur                                 | Grupo Sur               |
| Equipo                            | Ciudad               |  | Equipo                                    | Ciudad                  |
| --------------------------------- | -------------------- |  | ----------------------------------------- | ----------------------- |
| Club Patí Tordera                 | Tordera              |  | Club Patí Vilanova                        | Villanueva y Geltrú     |
| Club Hoquei Mataró                | Mataró               |  | Club Patí Hoquei Olot                     | Olot                    |
| Real Club Jolaseta                | Guecho               |  | Club Patín Rivas Las Lagunas              | Rivas-Vaciamadrid       |
| Club Compañía de María            | La Coruña            |  | Hoquei Club Alpicat                       | Alpicat                 |
| Unión Deportiva Cultural Rochapea | Pamplona             |  | Fútbol Club Barcelona B                   | Barcelona               |
| Sociedad Deportiva Espanyol       | Barcelona            |  | S.H.U.M. (Secció Hoquei Unió Maçanetenca) | Massanet de la Selva    |
| Centre d'Esports Arenys de Munt   | Arenys de Munt       |  | Patí Hoquei Club Sant Cugat               | San Cugat del Vallés    |
| Deportivo Liceo B                 | La Coruña            |  | Hoquei Sant Just                          | San Justo Desvern       |
| Club Hoquei Patins Sant Feliu     | San Felíu de Codinas |  | Club Patí Vilafranca                      | Villafranca del Panadés |
| Club d'Esports Vendrell           | Vendrell             |  | Club Patín Raspeig                        | San Vicente del Raspeig |
| Club Hoquei Lloret                | Lloret de Mar        |  | Club Patí Vic                             | Vich                    |
| Club A.A. Dominicos               | La Coruña            |  | Club Patí Taradell                        | Taradell                |

## Clasificación

### Grupo Norte
|                                                                                              | Equipo                            | Puntos | J  | G  | E | P  | GF  | GC  | DG  |
| -------------------------------------------------------------------------------------------- | --------------------------------- | ------ | -- | -- | - | -- | --- | --- | --- |
| 1                                                                                            | Centre d'Esports Arenys de Munt   | 46     | 22 | 14 | 4 | 4  | 103 | 60  | 43  |
| 2                                                                                            | Club Hoquei Mataró                | 40     | 22 | 12 | 4 | 6  | 97  | 73  | 24  |
| 3                                                                                            | Club d'Esports Vendrell           | 40     | 22 | 12 | 4 | 6  | 95  | 75  | 20  |
| 4                                                                                            | Club A.A. Dominicos               | 37     | 22 | 11 | 4 | 7  | 80  | 63  | 17  |
| 5                                                                                            | Club Patí Tordera                 | 35     | 22 | 10 | 5 | 7  | 100 | 81  | 19  |
| 6                                                                                            | Deportivo Liceo B                 | 32     | 22 | 9  | 5 | 8  | 82  | 74  | 8   |
| 7                                                                                            | Club Hoquei Lloret                | 28     | 22 | 8  | 4 | 10 | 80  | 81  | -1  |
| 8                                                                                            | Club Compañía de María            | 28     | 22 | 9  | 1 | 12 | 64  | 84  | -20 |
| 9                                                                                            | Sociedad Deportiva Espanyol       | 27     | 22 | 7  | 6 | 8  | 61  | 71  | -10 |
| 10                                                                                           | Club Hoquei Patins Sant Feliu     | 25     | 22 | 7  | 4 | 9  | 65  | 74  | -9  |
| 11                                                                                           | Real Club Jolaseta                | 19     | 22 | 4  | 7 | 11 | 76  | 86  | -10 |
| 12                                                                                           | Unión Deportiva Cultural Rochapea | 8      | 22 | 2  | 2 | 17 | 52  | 133 | -81 |
| Fuente: rh-news-net: Clasificación de la OK Liga Plata de hockey sobre patines – Grupo Norte |                                   |        |    |    |   |    |     |     |     |

## Clasificación

### Grupo Sur
|                                                                                            | Equipo                      | Puntos | J  | G  | E | P  | GF  | GC  | DG  |
| ------------------------------------------------------------------------------------------ | --------------------------- | ------ | -- | -- | - | -- | --- | --- | --- |
| 1                                                                                          | Patí Hoquei Club Sant Cugat | 47     | 22 | 15 | 2 | 5  | 120 | 69  | 51  |
| 2                                                                                          | Club Patí Vilafranca        | 46     | 22 | 14 | 4 | 4  | 87  | 69  | 18  |
| 3                                                                                          | Hoquei Club Alpicat         | 45     | 22 | 13 | 6 | 3  | 107 | 69  | 38  |
| 4                                                                                          | Club Patí Taradell          | 44     | 22 | 13 | 5 | 4  | 79  | 60  | 19  |
| 5                                                                                          | SHUM Maçanet                | 44     | 22 | 14 | 2 | 6  | 110 | 82  | 28  |
| 6                                                                                          | Hoquei Sant Just            | 34     | 22 | 9  | 7 | 6  | 82  | 70  | 12  |
| 7                                                                                          | CP Rivas Las Lagunas        | 26     | 22 | 7  | 5 | 10 | 70  | 72  | -2  |
| 8                                                                                          | Club Patí Hoquei Olot       | 24     | 22 | 7  | 3 | 12 | 62  | 73  | -11 |
| 9                                                                                          | Fútbol Club Barcelona       | 23     | 22 | 7  | 2 | 13 | 75  | 99  | -24 |
| 10                                                                                         | CP Vic                      | 21     | 22 | 4  | 9 | 9  | 67  | 82  | -15 |
| 11                                                                                         | Club Patí Vilanova          | 13     | 22 | 3  | 4 | 15 | 68  | 102 | -34 |
| 12                                                                                         | Club Patín Raspeig          | 3      | 22 | 0  | 3 | 19 | 44  | 124 | -80 |
| Fuente: rh-news-net: Clasificación de la OK Liga Plata de hockey sobre patines – Grupo Sur |                             |        |    |    |   |    |     |     |     |